# Stephen Wilkes
Stephen Wilkes (Nueva York, 28 de octubre de 1957) es un fotógrafo estadounidense conocido internacionalmente por sus imágenes que muestran en una sola toma lo acontecido en un lugar durante muchas horas, trabajo que ha titulado como "Day to Night" (del día a la noche).

## Biografía
Stephen Wilkes comenzó a tomar fotografías con 12 años y posteriormente se licenció en este arte en la Universidad de Syracuse (1976-1980).
En su día se hizo conocido principalmente por sus reportajes sobre lugares abandonados como la Isla Ellis, gracias a cuyo trabajo se conoció y se han mantenido algunas de sus edificaciones, y la fábrica de Bethlehem Steel.

## Carrera como fotógrafo
A lo largo de su carrera Wilkes ha trabajado como fotoperiodista para publicaciones como Vanity Fair, Sports Illustrated y The New York Times Magazine.
Su obra se encuentra en instituciones de la talla del Museo George Eastman, el Museo James A. Michener, o el Museo de la Ciudad de Nueva York, entre otros.
En los últimos años se encuentra inmerso en su proyecto Day to Night (del día a la noche), en el que realiza imágenes finales que muestran el devenir de la vida en un punto concreto durante casi un día (suele hacer tomas durante unas 20 horas disparando más de mil imágenes). Posteriormente edita estas fotografías para crear una imagen global final con todo lo captado.

## Premios (selección)
- 2000. Premio Alfred Eisenstaedt.
- 2004. Epson Creativity Award.
- 2007. Lucy Awards.
- 2007. PX3 Prix de la Photographie, segundo y tercer en lugar por series fotográficas.
- 2012. Sony World Photography Professional Award
- 2014. American Photography
- 2015. American Photography
- 2017. American Photography
- 2018. American Photography